# Geophis zeledoni
Geophis zeledoni är en ormart som beskrevs av Taylor 1954. Geophis zeledoni ingår i släktet Geophis och familjen snokar. Inga underarter finns listade i Catalogue of Life.
Artepitetet i det vetenskapliga namnet hedrar ornitologen och apotekaren José Cástulo Zeledón.
Arten förekommer i bergstrakter i Costa Rica. Utbredningsområdet ligger 1830 till 2100 meter över havet. Honor lägger ägg. Habitatet är skogar och dessutom besöks betesmarker.
För beståndet är inga hot kända. Hela populationen anses vara stabil. IUCN listar arten som livskraftig (LC).